# 마지휘
마지휘(馬之徽, 1725년 ~ ?)는 조선의 문신이다. 본관은 목천(木川). 자는 경조(鏡操)이다. 아버지는 성균관 학유(學諭) 마맹하(馬孟河)이고, 어머니는 임전(林㙉)의 딸이다. 처부는 김상증(金相曾)이다.
1756년(영조 32년) 식년(式年) 문과(文科)에 병과(丙科)로 급제하였다.
1758년 사변가주서(事變假注書)를 지내고, 1759년(영조 35) 성균관 학유(學諭)를 역임하였다.
1760년(영조 36) 경안찰방(慶安察訪), 1763년 금교찰방(金郊察訪)을 지내고, 1766년(영조 42) 봉상판관(奉常判官)이 되었다.
1776년(정조 즉위년) 개성교수(開城敎授)를 지냈다. 1787년(정조 11) 2월 성균관직강(成均館直講)이 되었고, 6월 삼례찰방(參禮察訪)을 역임하였다.
1794년(정조 18) 통정대부로 승진하여 첨지중추부사(僉知中樞府事)에 이르렀다.
증손자는 사헌부 장령(掌令)을 역임한 마한량(馬翰良)이다.